# Kajsa Borrman
Kajsa Borrman, född den 16 mars 2004, är en svensk-svensk friidrottare. Hon tävlar i kastgrenar främst diskus- och släggkastning för friidrottsklubben Västerås FK.

## Karriär
Kajsa Borrman har mestadels tävlat i USA där hon också gjort sina bästa resultat. I april 2025 kastade hon 67,27 meter i slägga vilket placerade henne på en elfte plats genom tiderna i Sverige.